# Lowry Cole

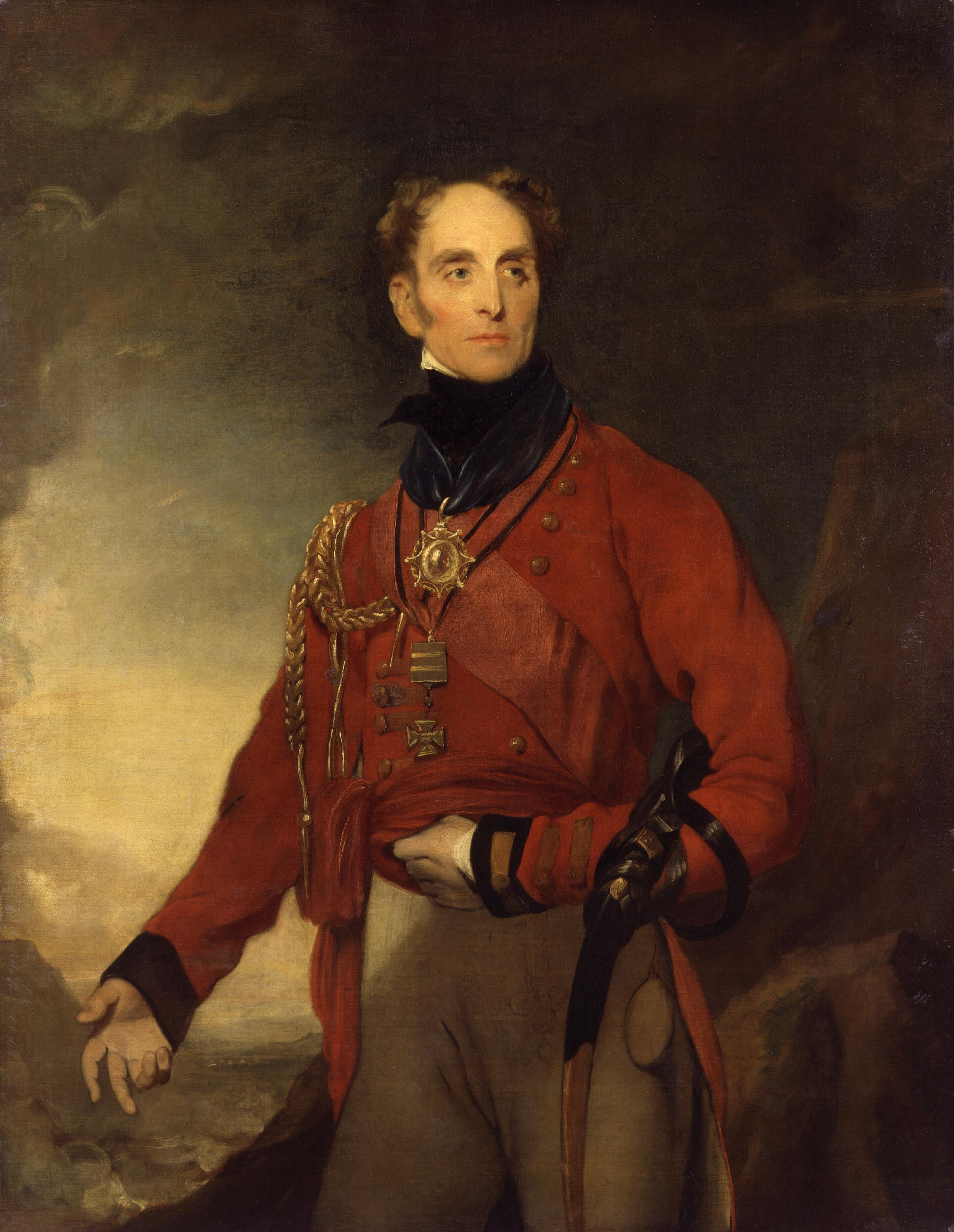
Sir Lowry Cole, Gemälde von William Dyce († 1864)

Sir Galbraith Lowry Cole GCB (* 1. Mai 1772 in Dublin; † 4. Oktober 1842 in Highfield Park, Hampshire) war ein britischer General, Politiker und Kolonialgouverneur.

## Leben
Er war der zweite Sohn des irischen Adligen William Willoughby Cole, 1. Earl of Enniskillen (1736–1803), aus dessen Ehe mit Anne Lowry-Corry († 1802), Schwester des Armar Lowry-Corry, 1. Earl Belmore.
Er trat 1787 als Cornet eines Kavallerieregiments in die British Army ein. 1791 wechselte er als Captain zur Infanterie und diente danach auf den Westindischen Inseln, in Irland und in Ägypten. Als Brigadier-General diente er im Zweiten Koalitionskrieg auf Sizilien und befehligte 1806 die 1. Brigade in der Schlacht von Maida. 1808 wurde er zum Major-General befördert und befehligte unter Lord Wellington die 4. Division gegen die Franzosen im Krieg auf der Iberischen Halbinsel. Er wurde sowohl 1811 in der Schlacht von Albuera wie auch 1812 in der Schlacht von Salamanca verwundet. 1813 wurde er zum Lieutenant-General befördert und als Knight Companion des Order of the Bath geadelt. 1815 wurde er zum Knight Grand Cross des Order of the Bath erhoben.
Von 1797 bis 1800 war er als Abgeordneter für Enniskillen Mitglied des irischen House of Commons. Von 1803 bis 1823 war er als Angeordneter für Fermanagh Mitglied des britischen House of Commons.
Von 1818 bis 1842 war er Gouverneur von Gravesend und Tilbury (zweier Festungen zum Schutz der Themsemündung), sowie von 1823 bis 1828 Gouverneur von Mauritius. 1830 wurde er zum General befördert.

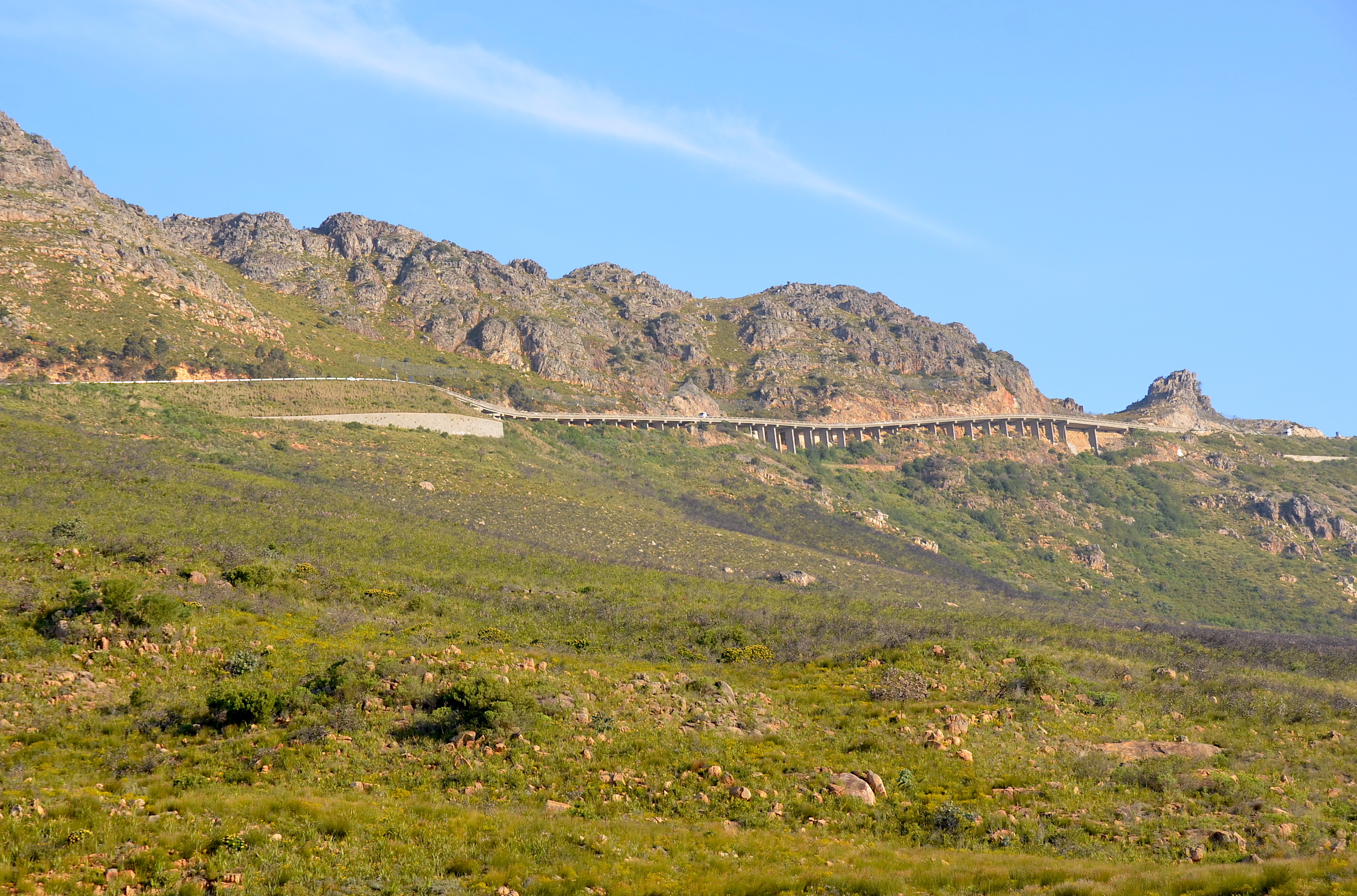
Sir Lowry’s Pass, N2 Straße in Südafrika

Von 1828 bis 1833 war er britischer Gouverneur in der südafrikanischen Kapkolonie.
Um einen sicheren Übergang über die Hottentots Holland Mountains zu schaffen, genehmigte Gouverneur Cole den Bau eines neuen Passes. Die britische Regierung wollte dafür allerdings kein Geld ausgeben und drohte Sir Lowry Cole persönlich eine hohe Geldstrafe an, falls er nicht sofort die Arbeiten einstelle. Die weiße Bevölkerung sicherte daraufhin zu, sie komme für die Strafe auf. Die britische Regierung zog ihre Drohung zurück und der Pass konnte 1831 eingeweiht werden. Nach ihm wurden die Stadt Colesberg sowie der Sir Lowry’s Pass benannt. In den 1950er und 1980er Jahren wurde der Pass ausgebaut und verbessert. Vom Scheitelpunkt aus überblickt man die False Bay bis hinüber nach Kapstadt.
Aus seiner 1815 geschlossenen Ehe mit Lady Frances Harris († 1847), Tochter des James Harris, 1. Earl of Malmesbury, hatte er drei Söhne und vier Töchter.